# メビウスオンライン
『メビウスオンライン』は、多人数同時参加型のオンラインゲームである。運営はゲームポット、開発はClickChopスタジオ（社内開発スタジオ）。
2013年2月28日にサービス終了。

## 概要
「チーム連携型オンラインアクション」を称しており、PvE・PvP共に重視している。
PvPは妖精機関内での模擬戦という扱いでルールは概ねコンクエスト系だが、「檻籠（ケイドロ風）」「うまバトル（騎乗可能な馬以外の攻撃手段が無い）」といった変わったルールもある。

## ストーリー
様々な歴史の中で無念の死を遂げた者たちが集う、異次元の建造物「妖精機関」。プレイヤーはその一員となって時空を「調律」する「調律者」となり、歴史を乱す不確定要素の排除を行なうことになる。プレイヤーの就任直後、過去の時間軸に無数の怪物が出現。更には人造人間と思しき「ヒトガタ」という兵隊まで出現する。過去、現代（プレイヤーの生まれた時間）にてヒトガタのリーダー格と見られる強力なヒトガタと幾度も戦う。不思議なことにそのヒトガタたちは、妖精機関の幹部たちを想起させる姿・戦法を用いていた。
妖精機関の各師団たちも動き、敵の正体を掴もうとする中で突如異次元からの侵略者が妖精機関を襲撃。凶悪な怪物たちの猛攻をなんとか押し返すと、怪物の体内から少年少女たちが姿を現した。彼等の正体は、別世界における妖精機関の調律者たちだった。そしてヒトガタや怪物の正体も調律者たちが変異したものであった。リーダー各のヒトガタたちもまた、別の世界における妖精機関の幹部たちであった。しかしそのうちの一人は本物の幹部に倒され、摩り替わっており、敵陣に入り込むことで諜報活動をしていたことが明らかとなる。また、師団の幹部たちは敵の正体に気づいており、プレイヤーたちを敵にぶつけさせることで陽動作戦をとっていた。その間に幹部たちは隠密活動を行い、次第に敵の正体に迫りつつあった。
そしてある日、妖精機関の全てのシステムが停止してしまう。また調律者たちも姿を消してしまい、プレイヤーたち以外存在しない無人の空間と化してしまった。謎の少女・鞘・クレバインの導きで妖精機関の中核「メビウスシステム」に辿り着く。そこには妖精機関のトップである竜頭が待っていた。全ての事件は彼と、そして彼と手を組んだ異世界の妖精機関が起こしたことだった。自分たちに都合のいい歴史を作ることこそが「真の調律」だと語り、秘密に迫りすぎたこの世界の妖精機関を消滅させようとしていたのだ。醜悪な怪物に変異し、襲い掛かる竜頭だったがプレイヤーたちの前に敗北。そこへ鞘と酷似した少女が現れ、竜頭を消滅させてしまう。この少女こそ妖精機関の中核「メビウスシステム・クレバイン」であり、そして竜頭を操っていた真の黒幕であった。鞘・クレバインとは彼女が歴史に干渉するために用いる「端末」だったのだ。「メビウスシステム・クレバイン」は、自分を裏切りプレイヤーの味方をした鞘をバグとして消滅させる。そして巨大なドラゴンのような怪物へと変異し、プレイヤーたちと一戦交える。世界の消滅プログラムが起動し、刻々と時間が迫り窮地に陥る。
そこへ消滅してしまった幹部・仲間たちが現れる。彼等は最後の力を使ってクレバインに反旗を翻し、鞘を復活させ、彼女の能力を大幅に弱めることに成功する。全てを託されたプレイヤーはついにメビウスシステム・クレバインの破壊に成功する。しかしシステム自体はとめることができず落胆するプレイヤー。だが、それは世界の消滅ではなく解放を意味するものだった。最早誰の支配も受け付けない、本当の世界を取り戻したのだ。最期はプレイヤーキャラクターが画面に向かって笑顔で手を振り、消滅するところでこの物語は終わる。しかし開放された世界「フェアリーズヘブン」が出現し、そこではかつての仲間たちが争うことなく共存していた。竜頭もまた自分なりに世界の平和を望んでいたことを語り、プレイヤーと和解を果たした。

## ゲームシステム
一見スクリーンショット等だけ見ればモンスターハンターやPSOと言ったアクションRPG風であるが、実際にはバトルフィールドやコール オブ デューティと言ったサービス開始当時の有力なリアル系対人FPSに近いシステム及び戦闘バランスとなっている。
しかし下記の様なユニークなシステムも備えている。
任意のジャンプ不能
一般的なTPS、FPSではジャンプは任意に出来るのが普通であるが本作でそれが出来ない。
ただしダッシュ操作しつつよじ登れるオブジェクトに接触する事でよじ登る事が出来、またダッシュ操作で切り立った段差に進めば一定距離のジャンプが出来る。逆に段差を降りたいときはダッシュをやめないと勝手にジャンプしてしまう欠点もある。
また、しゃがんだ他のプレイヤーキャラクターを踏み台にする事で大ジャンプが出来る。
柔軟な武器スロット
一般的なFPSでは武器スロット毎に装備出来る武器ジャンルが決まっている事が多いが、本作では一部の武器（爆発物の類など）以外ではその制限が無い。
そのため同一の武器を多数装備する（例えばライフル複数丁）事で実質上所持弾薬を増やす事が出来る。
ただしこのシステムはナイフや拳銃といったサブウェポンの立場を相対的に下げてしまう欠点でも有る（ただしそれぞれの使い道は残されている）。
属性バリア
エネミーは属性バリアで身を守っており、バリアを破れないと与ダメージが激減してしまう。
バリアを破るには属性宝石を使って武器の属性値を上昇させる必要が有る。
ただしあくまでもバリアを破るだけなので、一般的なRPG等とは違い必要以上に武器の属性値が高くとも与ダメージが増える事は無い。

## キャラクターカスタマイズ
キャラクタークリエイション
少年、少女、男性、女性から年齢性別のベースを決めてスライダーで身長・体格を設定する。
このシステムはリアル調キャラクターデザインであれば前例は多々有るが、本作では日本のアニメ調のキャラクターデザインでそのシステムを採用している。
ボイス
初期ボイスパターンの他にアイテムを消費する事でボイスパターンを追加する事が出来る。
ボイスは少年、少女、男性、女性のキャラクターベースに関わらず使用可能。
衣装
多くのオンラインゲームの衣装（防具）は「首から下は一体成型のワンピース状態」な物や「一揃えで装備した際には見栄えするがパーツ単位で装備した際の見栄えを考慮していない」物が大半であるのに対し、本作では同一部位の重ね着すら可能であり、比較的パーツ分割が多く、同時に装備可能な衣装パーツ数が多い。
また、装備に性別の区別がされておらず、筋骨隆々の男性が女性用ビキニを身に付けるという事も可能であった。
エモーション
アイテムを使う事で各種エモーションを使用可能となる
「お辞儀」「手を振る」と一般的な物から「ぐるぐるダンス」「長座・横座り」「荒ぶる鷹のポーズ」と言った変わった物まである。
これらの要素の結果、例えば「「頭にリボンやケモミミカチューシャを複数着け」「セーラー服の上着としまパンとニーソックスとハイヒールを身に着けた」「紫色の肌色のスキンヘッドのマッチョ男性が」「少女ボイスで笑い声をあげる」」等の極めて個性の強いアバターが作成可能である。
ただし実際には低身長の少女アバターを主に使うプレイヤーが多数を占めている。
自由度の高いカメラ視点
キャラクターカスタマイズとは直接的には関係無いものの、スクリーンショットを撮る時等の視点の移動の自由度が高い事もアバター要素の魅力を引き立てている。

## サービス終了発表後
サービス終了発表後に最終ミッションが公開され、一応のストーリーの決着が付けられた。
このミッションの参加条件は低く設定されていた。
サービス終了日にはロビーマップには多数のオブジェクトが（リアルタイムで）設置され、22時5分にてサーバーが閉鎖された。
2014年4月1日に「20XX年4月1日 メビウスオンラインがペーパーマンを調律開始！」というエイプリルフール企画サイトが公開されたが、2014年4月2日に本当に『ペーパーマン』にてコラボレーション企画が行われる事が発表された。
2015年4月1日にも『メビウスオンラインApril』というスマートフォンアプリを思わせるエイプリルフール企画サイトが公開された。